# أبو الأصبغ عيسى بن أحمد
```

```

أبو الأصبغ عيسى بن أحمد. المعروف بالواسطي، أحد المحنكين بعلم الهندسة والعدد والفرائض، وقعد بقرطبة لتعليم ذلك، وكان له بصر بجمل من علم هيئة الأفلاك أيضًا. ذكره صاعد فقال: وهو باق إلى وقتنا هذا.